# Kujawki (Sainte-Croix)
Pour les articles homonymes, voir Kujawki.
Kujawki est une localité polonaise de la gmina de Działoszyce, située dans le powiat de Pińczów en voïvodie de Sainte-Croix.